# Stockholmsmässan

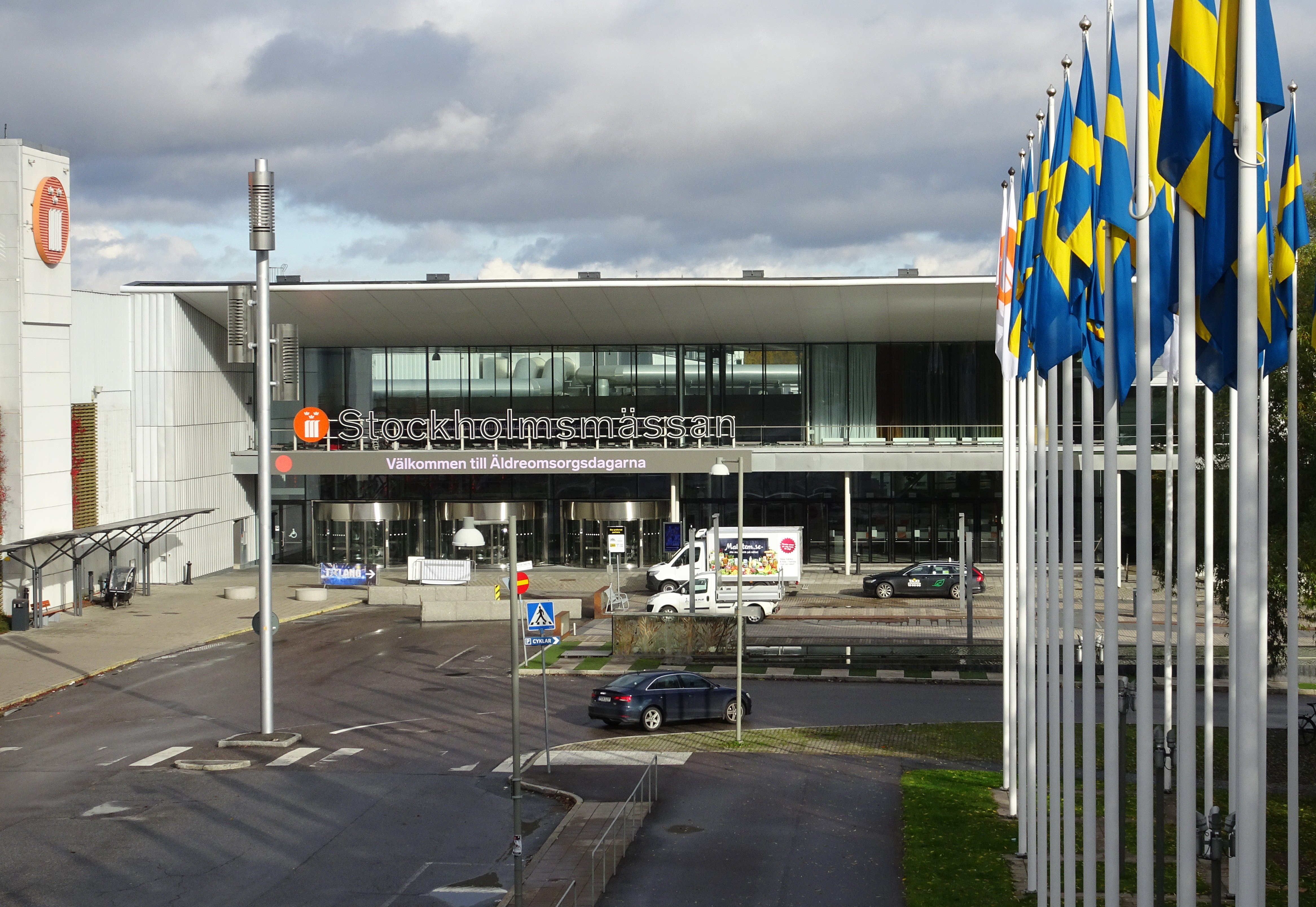
Stockholmsmässans entré 2019.

Stockholmsmässan, i folkmun ibland kallad Älvsjömässan, är Sveriges största mäss- och kongressanläggning med en anläggning på 114 000 kvm (70 000 kvm utställningsyta) och cirka 70 branschledande mässor per år. Stockholmsmässan har också stått värd för några av världens stora medicinska kongresser. Stockholmsmässan ligger vid pendeltågsstationen i stadsdelen Älvsjö i södra Stockholm.  
Företaget heter Stockholmsmässan AB och är sedan den 23 mars 2021 helägt av Stockholms kommun. Tidigare ägde Stockholms Handelskammare 49.6% av aktierna. Varje år besöks Stockholmsmässan av drygt en miljon besökare, omsätter mellan 480 och 650 Mkr och mässans besökare, utställare och arrangörer bidrar årligen med cirka 3 – 4 miljarder kronor till näringslivet i Stockholmsregionen.
Den 9 oktober 2023 beslutade Stockholms kommun att undersöka möjligheten till försäljning av verksamheten och att den nuvarande byggnaden i Älvsjö ska rivas för att göra plats åt nya bostäder. Verksamheten kommer dock fortgå ytterligare ett antal år i Älvsjö.

## Bakgrund

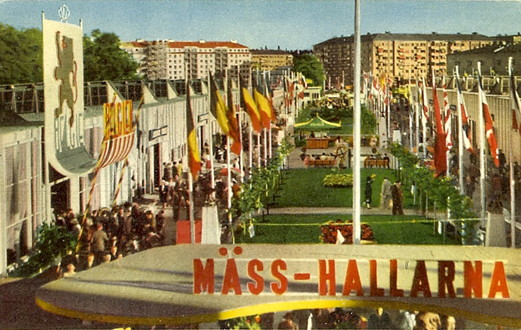
Sankt Eriks-Mässan, 1950-tal.

Idén att starta mässverksamhet i Stockholm fick bröderna Börje och Folke Claeson efter att ha varit ute på kontinenten och besökt olika mässor. Till en början hyrdes Kungliga tennishallen vid Storängsbotten och 1942 öppnade den första mässan. Den nya verksamheten döptes efter Stockholms skyddshelgon till S:t Eriks-Mässan. Mässområdet låg strax norr om Lidingövägen på Storängsbotten. 1964 tog Stockholms stad och Stockholms Handelskammare över som ägare och Bengt Hult tillträder som verkställande direktör.

## Anläggningen i Älvsjö

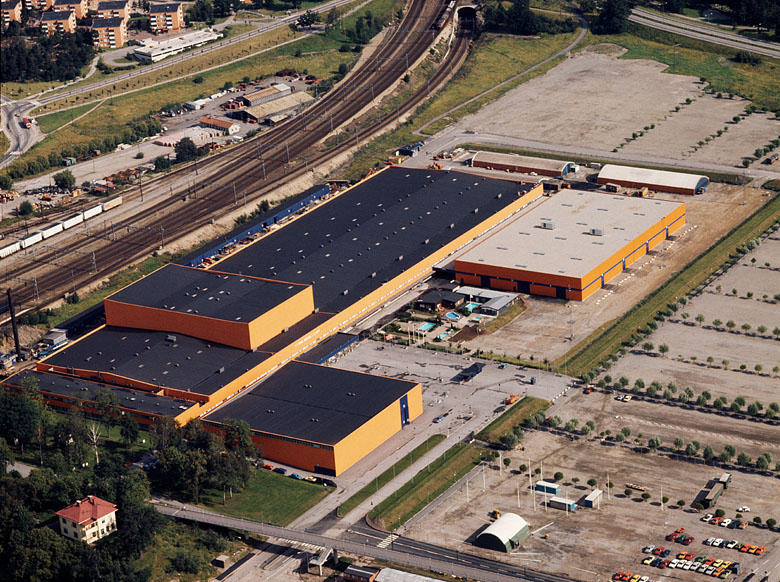
Mässhallarna i Älvsjö 1972.

År 1966 insåg ledningen för S:t Eriks-Mässan att nödvändig expansionsmöjlighet saknades på Storängsbotten och man föreslog nyetablering på Järvafältet alternativt att flytta till Älvsjö. Här hade Stockholms stad förvärvat både Älvsjö gård och ett stort gärde som förr var Brännkyrkasjön. För ritningarna av A- och B-hall med en utställningsyta på 20 300 m² stod arkitektkontoret ELLT.
Den 12 november 1966 togs det första spadtaget av dåvarande finansborgarråd i Stockholms stad, Per-Olof Hanson och den 2 november 1970 installerade sig mässpersonalen i de nya mässhallarna. Den 20 mars 1971 invigdes anläggningen i Älvsjö av kung Gustav VI Adolf. Vid denna tidpunkt uppstod i folkmun namnet Älvsjömässan vilket företaget aldrig hetat. 1976 bytte S:t Eriks-Mässan namn till Stockholmsmässan. Året därpå arrangerades bland annat den första Antikmässan.
De första mässbyggnaderna hade formen av slutna, långsträckt industrihallar med överljus samt fasader i korrugerad plåt. Färgsättningen var tidstypisk: orange med blåa detaljer. Anläggningen har under åren byggts ut och om och de ursprungliga fasadplåtarna i orange är numera bytta till kassetter i aluminiumfärg vilket anses ge bebyggelsen en högre dignitet.
Stockholmsmässan har idag drygt 70 000 kvm utställningsyta inomhus och 76 konferensrum för allt från 10 till 30 000 personer. Vid mässbyggnaden finns 4 000 parkeringsplatser utomhus och i garage. Hösten 2006 invigdes Scandic Talk Hotel som ligger i direkt anslutning till mässan och har blivit dess kännetecken. Hotellet som har 19 våningar och totalt 248 rum är byggt för och ägs av Stockholmsmässan men drivs av Scandic Hotels. Byggnaden, som fått flera utmärkelser, ritades av Rosenbergs Arkitekter. Stockholmsmässan disponerar också den närbelägna Älvsjö gård där också viss konferensverksamhet bedrivs.

## Verksamhet
Mässor

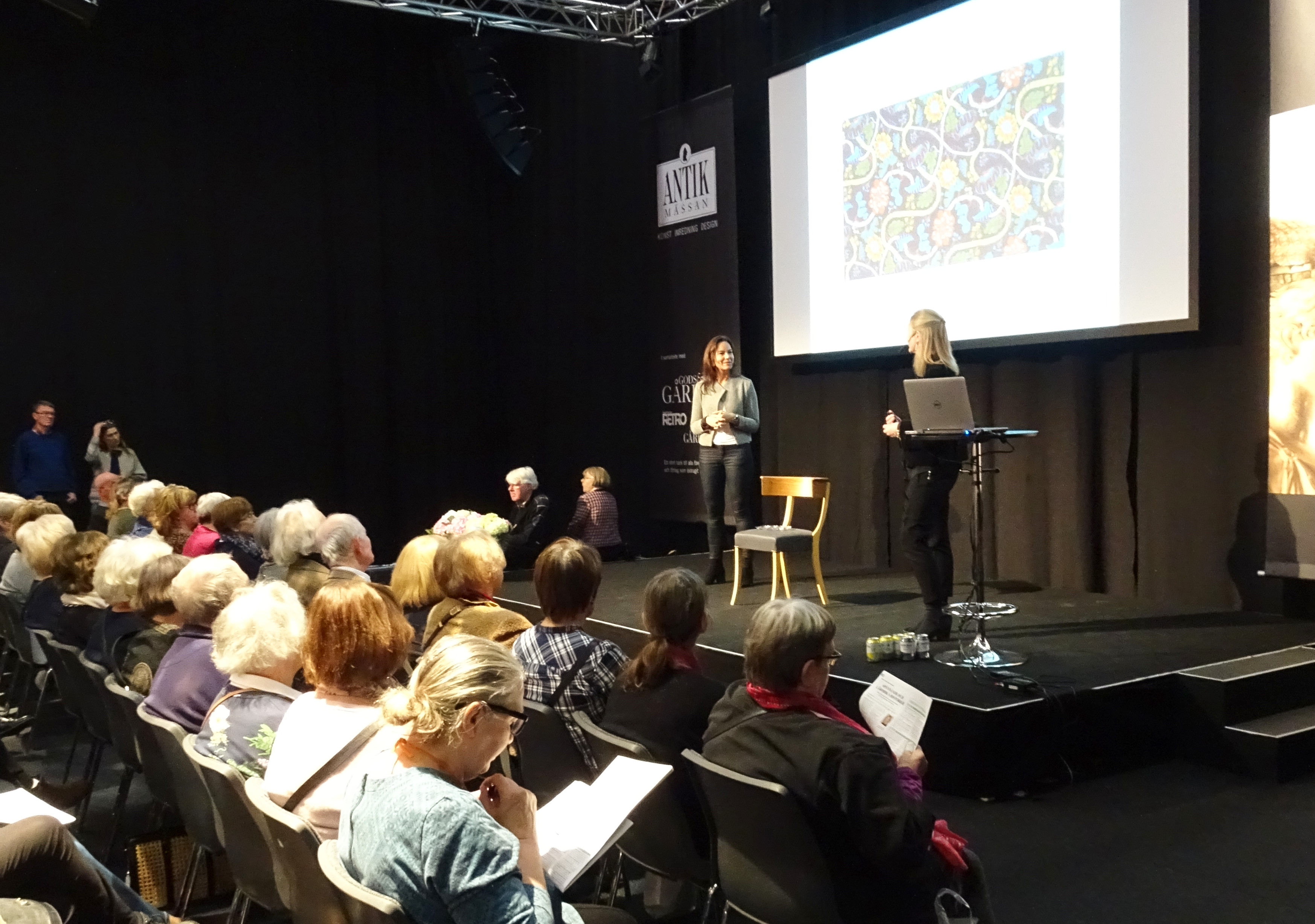
Scenprogram på Antikmässan.

Mässor utgör den största delen av verksamheten med ett 70-tal mässor varje år. Det gör företaget till den i särklass största mässaktören i Norden. Mässorna drivs antingen i egen regi eller i samarbete med andra. 
Några kända mässor är till exempel Allt för sjön, FORMEX, Nordiska Trädgårdar, Skydd, Stockholm Furniture Fair, Nordbygg, Antikmässan och Sthlm Food & Wine.
Kongresser
Under 2017 gjordes 90 kongresser med 261 228 kongresspersondagar. Vid tidigare år har Europas största kongress, ESC – The European Society of Cardiology Congress – varit på mässan fyra gånger med 25 000 delegater. Diabeteskongressen EASD var på Stockholmsmässan 2015 för fjärde gången med 16 000 delegater.  I juni 2022 stod Sverige som värd för FN:s globala miljömöte Stockholm+50 som ägde rum på Stockholmsmässan. Det skedde femtio år efter FN:s första miljökonferens, Stockholmskonferensen 1972.
Övriga evenemang
En del TV-evenemang har spelats in på Stockholmsmässan. Redan 1975 sändes Eurovision Song Contest och Melodifestivalen 1996 och 1999 hölls här. Sedan 2011 och några år framåt spelades Tevepriset Kristallen in från A-hallen och hösten 2015 sändes Idols fredagsfinaler från en uppbyggd studio i eventhallen. Victoriahallen har varit inspelningsplats för flera välgörenhetsgalor, bland annat Faddergalan. Även Talang spelas in på Stockholmsmässan i AE-hallen. 
Eventservice
Eventservice är det tredje affärsområdet och levererar främst monterutrustning och tjänster till utställare och arrangörer på Stockholmsmässan, men även externt.

### Bilder

Mässanläggningen
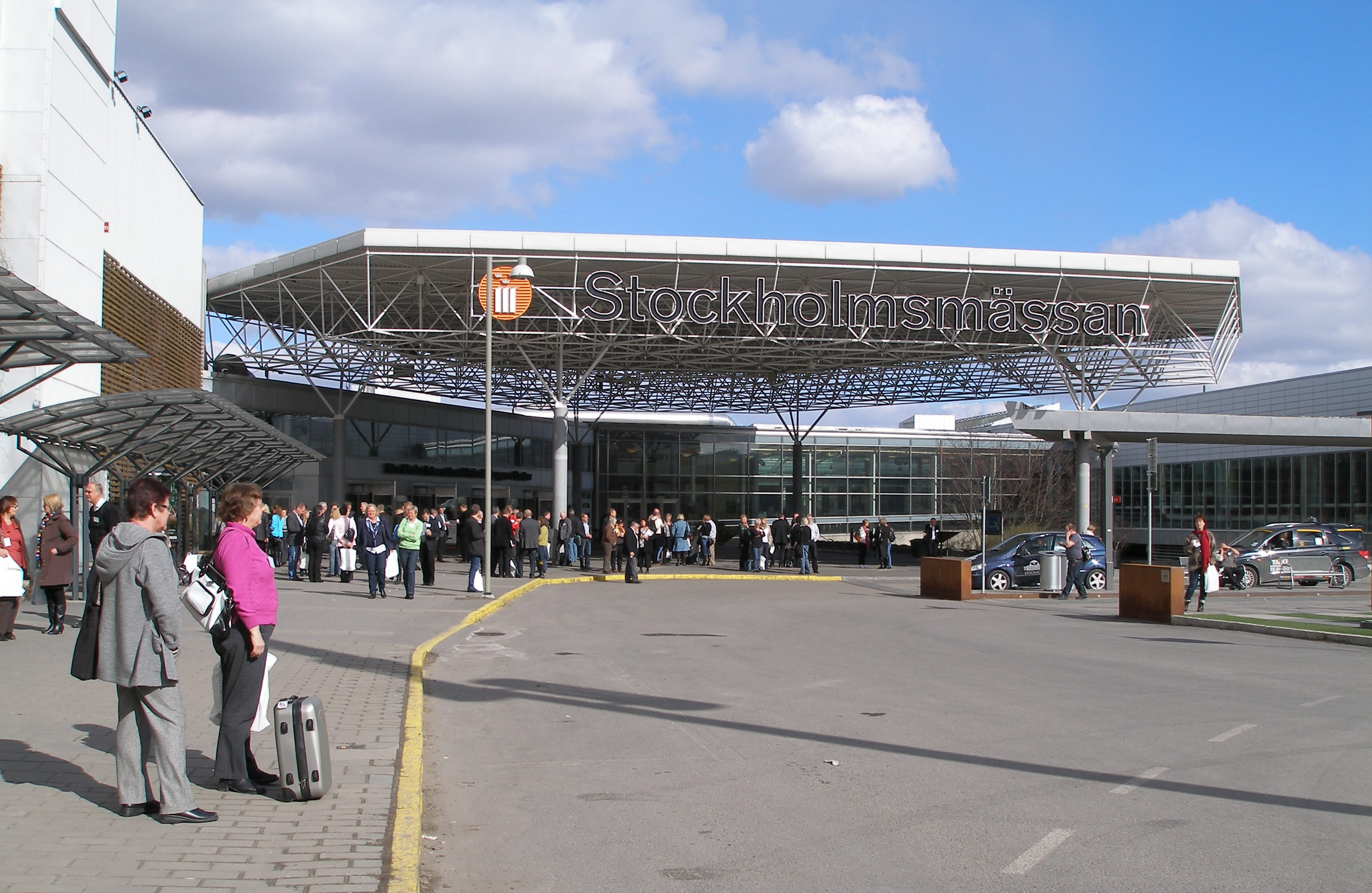
Huvudentrén 2009.
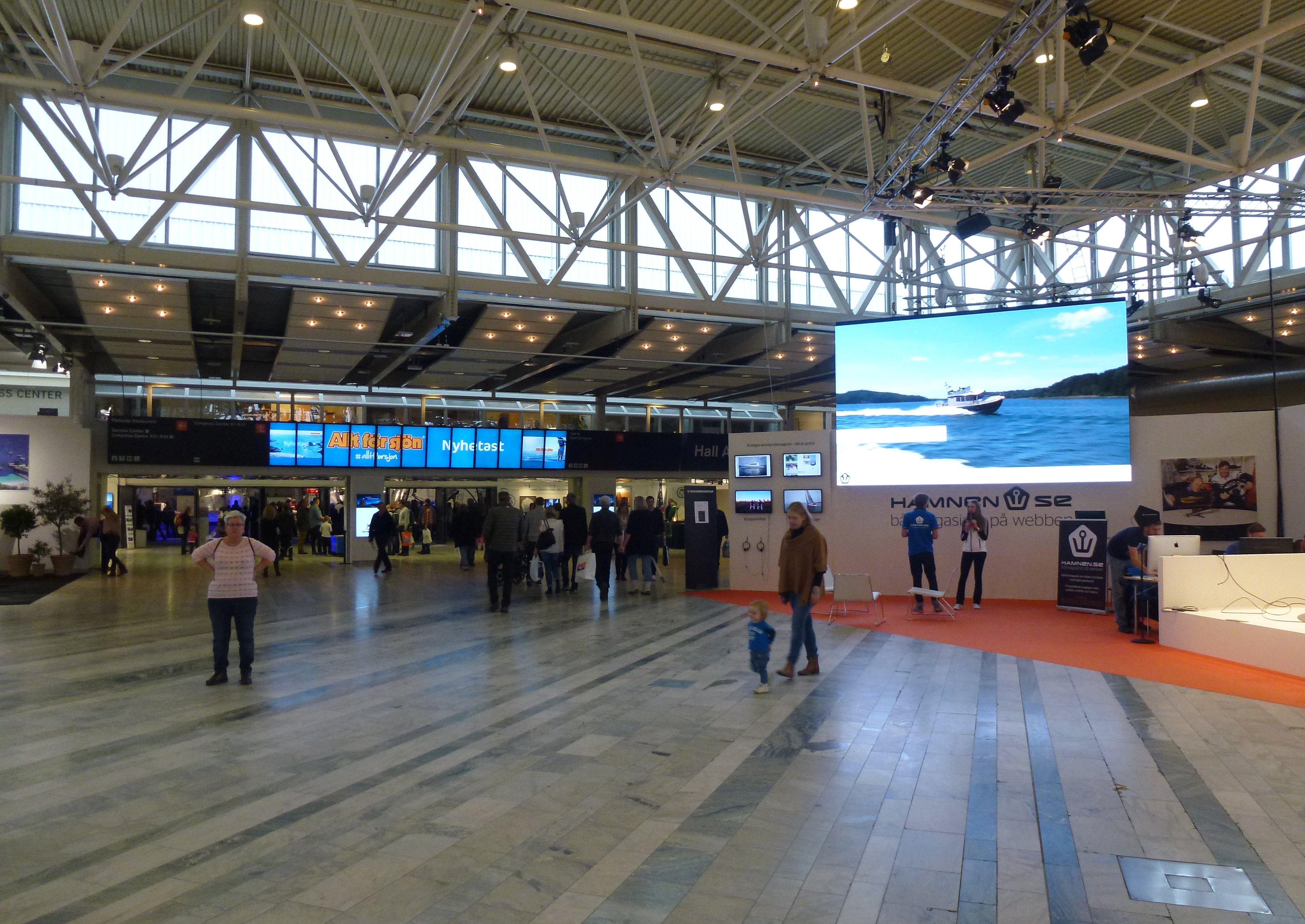
Nya entréhallen 2015.
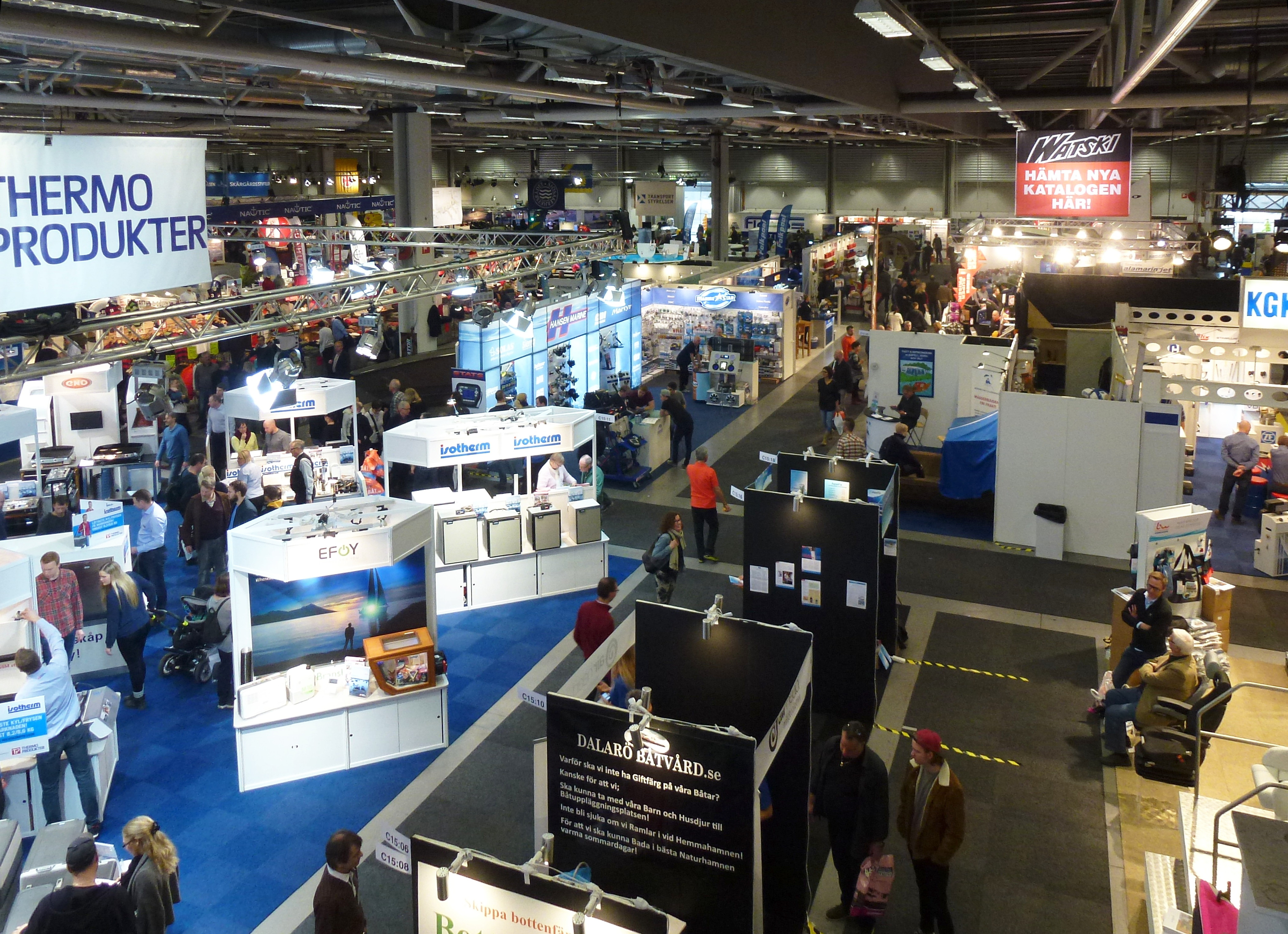
Stockholmsmässan Hall C.
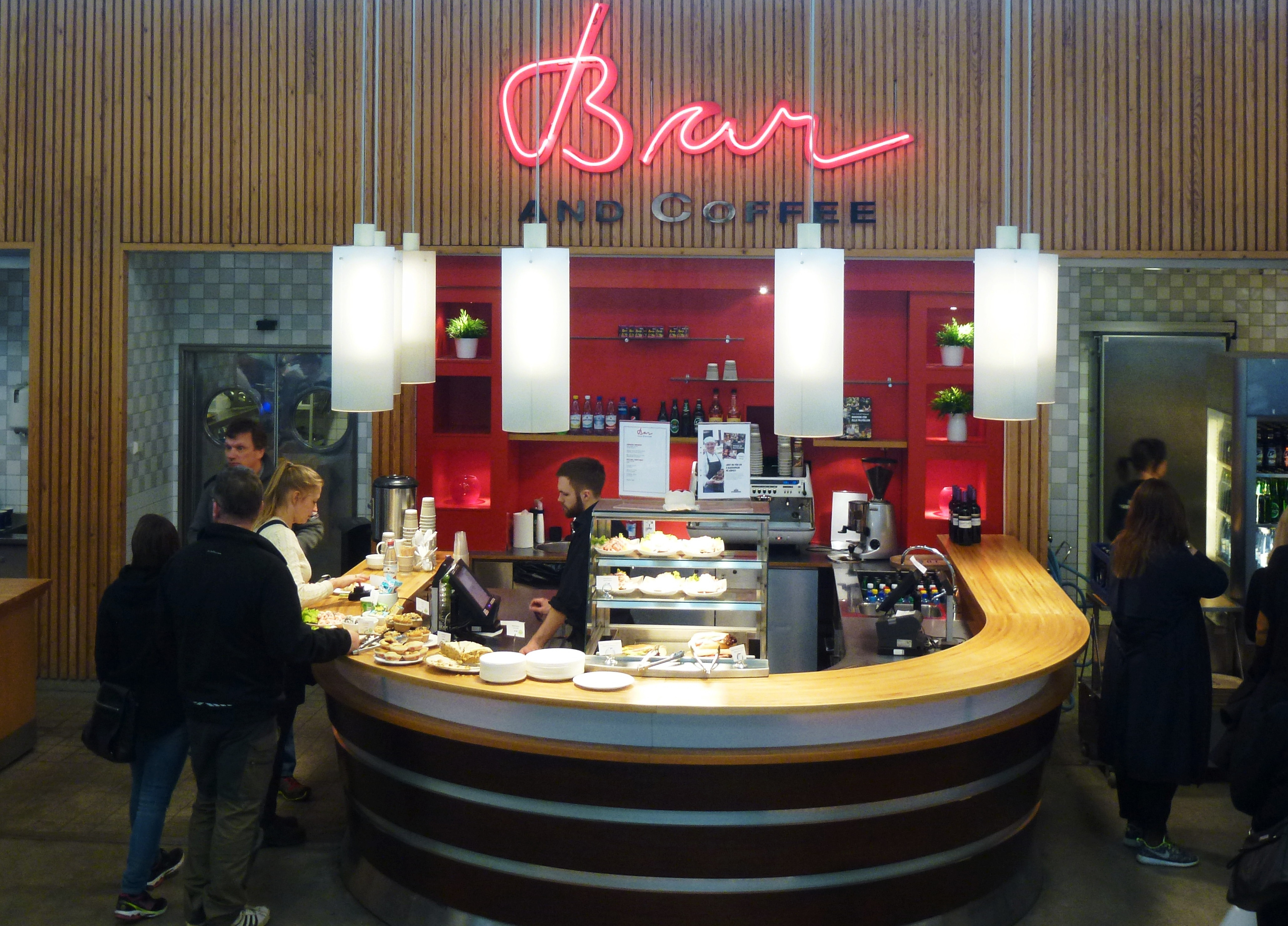
Baren i Hall C.
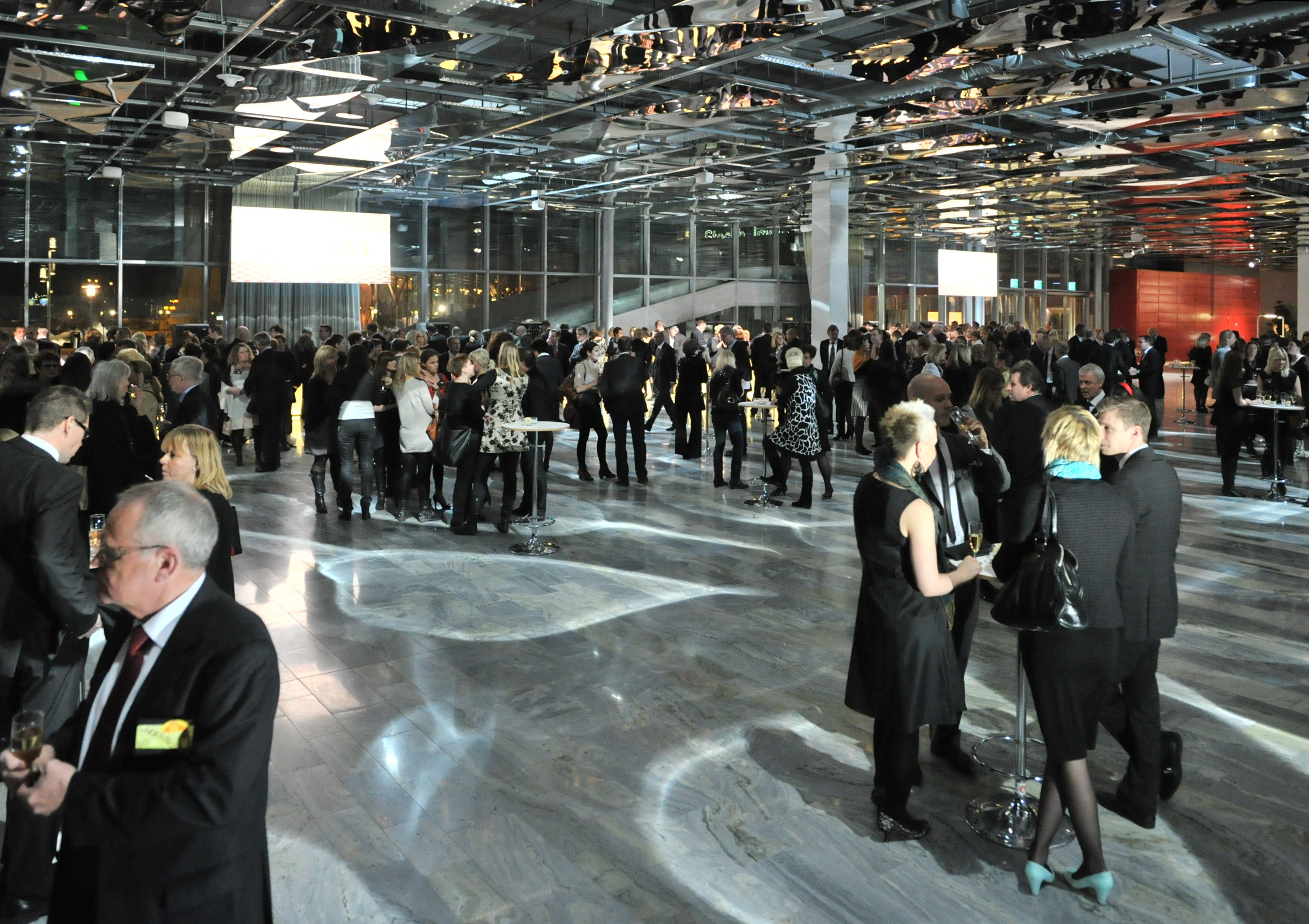
Invigning av AE-hallen 2010.

Mässor (urval)
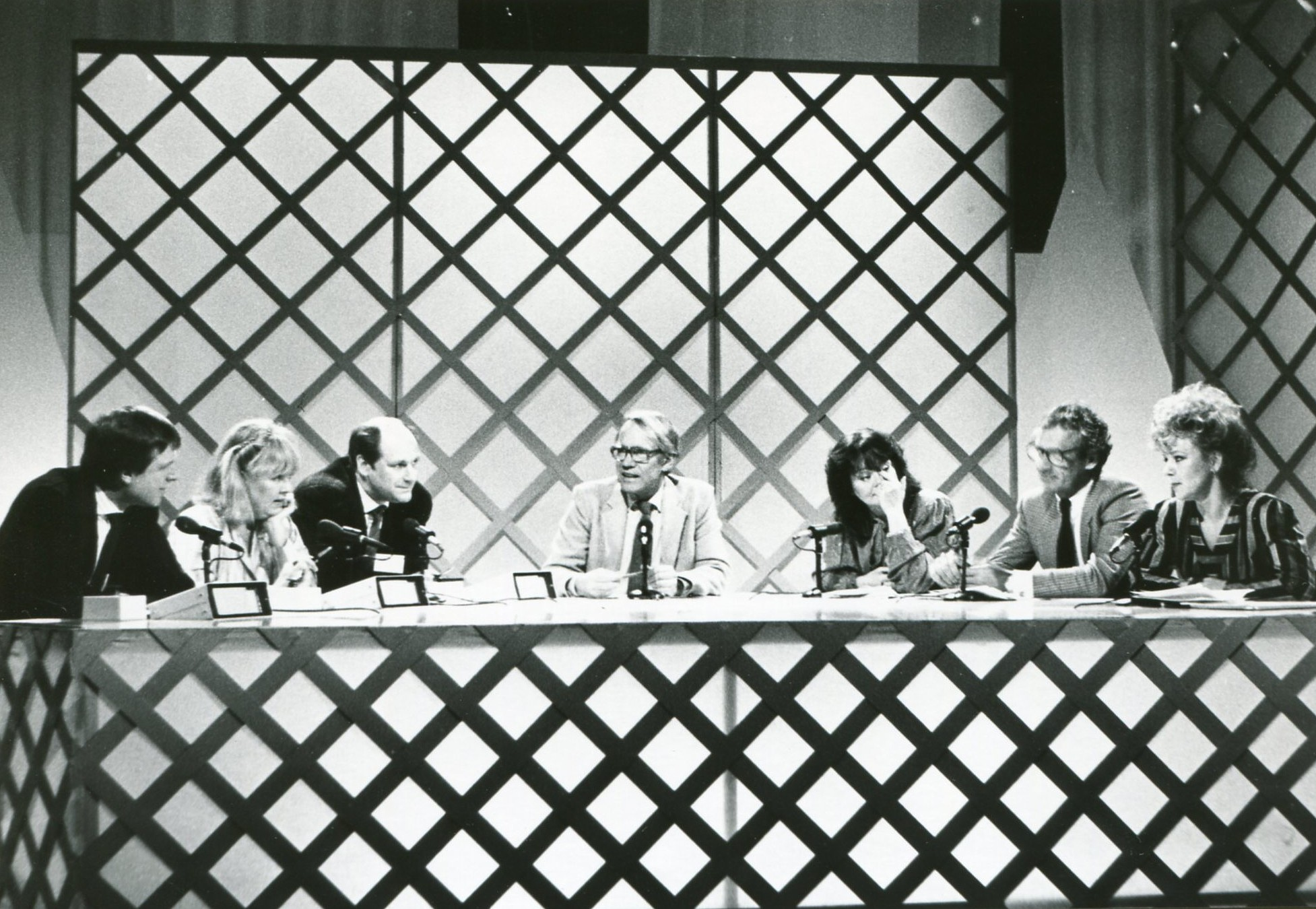
Ljud- och bildutställningen "Vision 86" med TV-programmet Babbel, 1986.
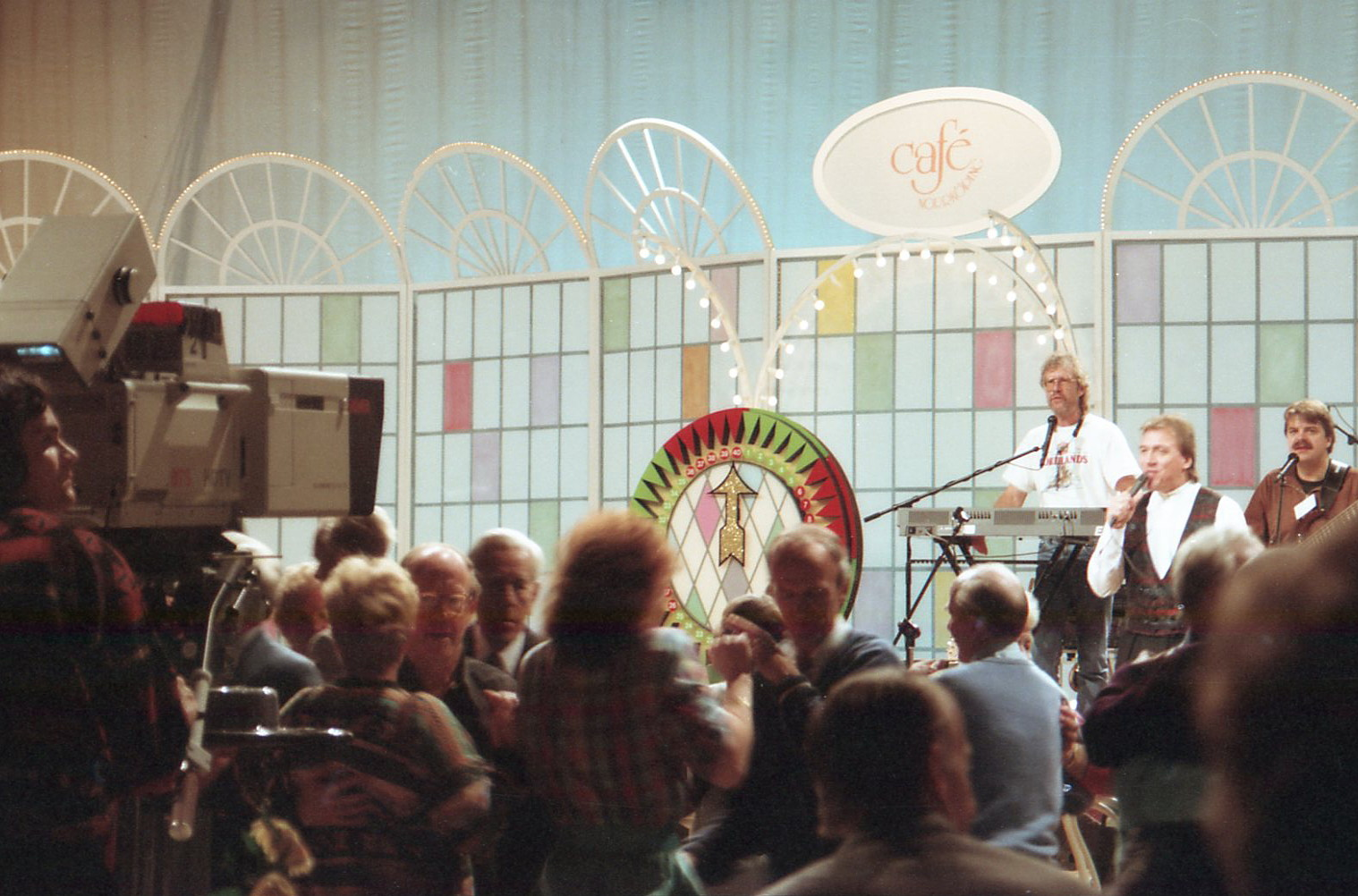
Ljud- och bildutställningen "Vision 90" med TV-programmet Café Norrköping, 1990.
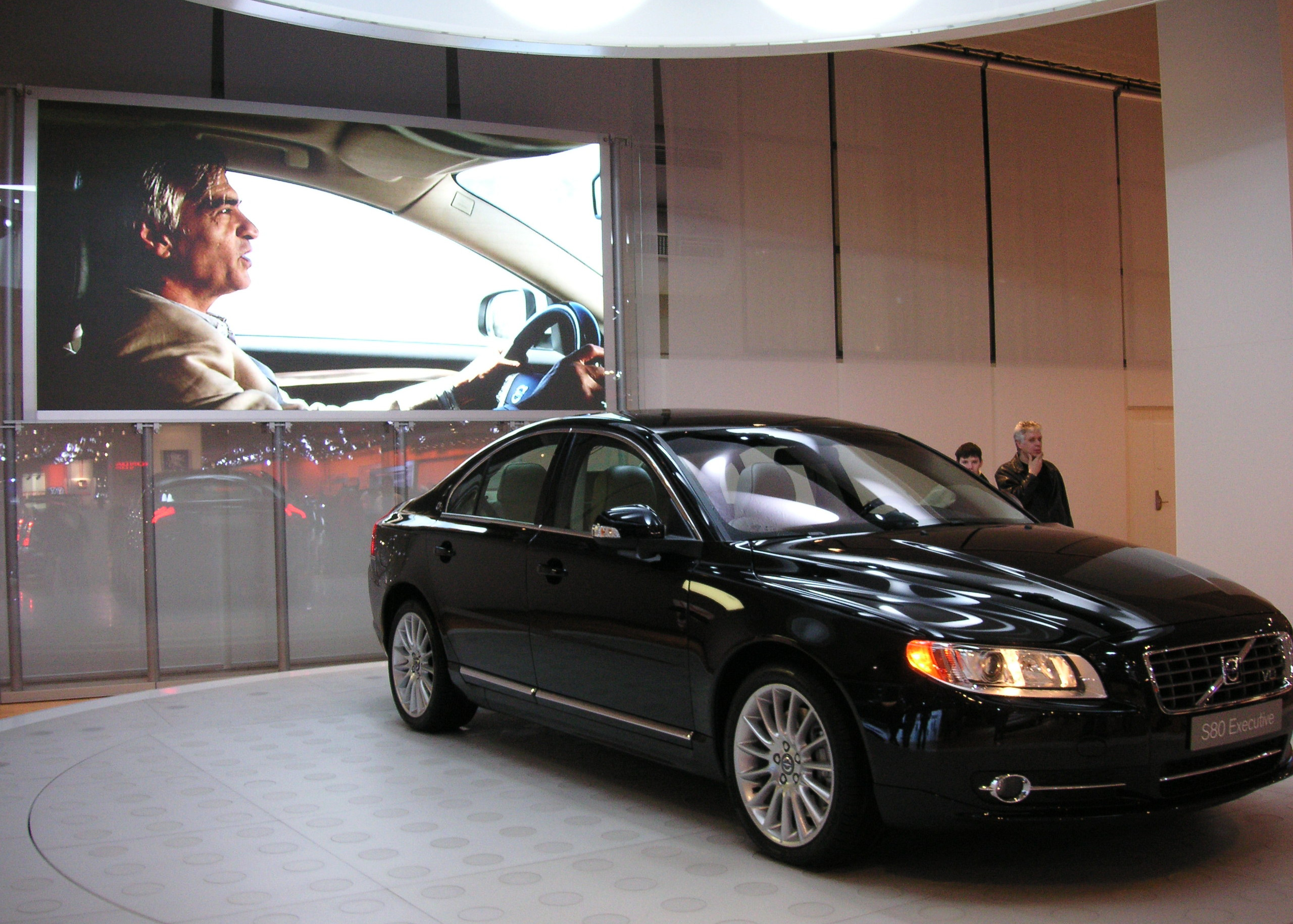
Stockholms Bilsalong 2006.
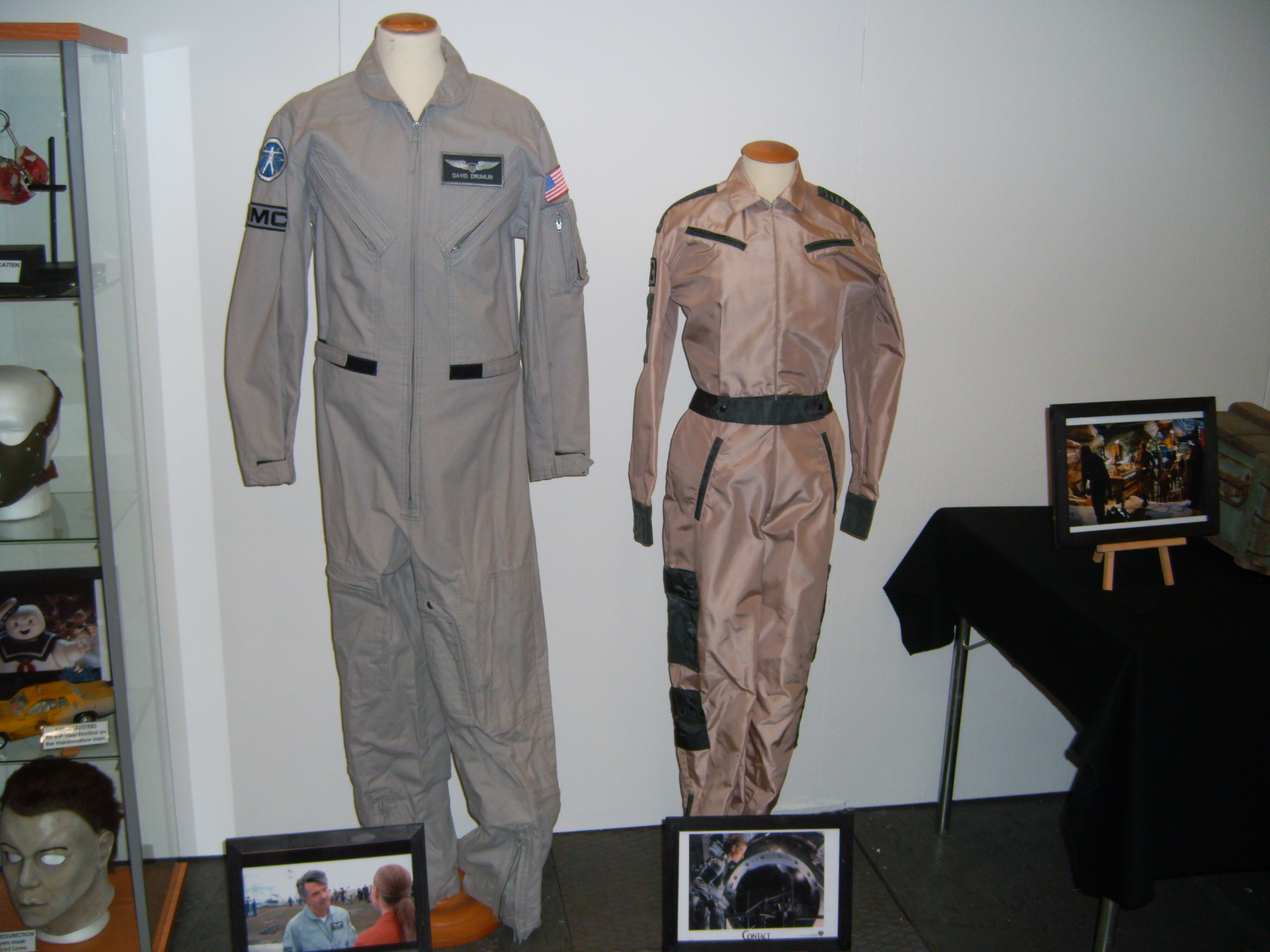
Sci-Fi-mässan med utställningar av kläder från filmen Kontakt, 2011.
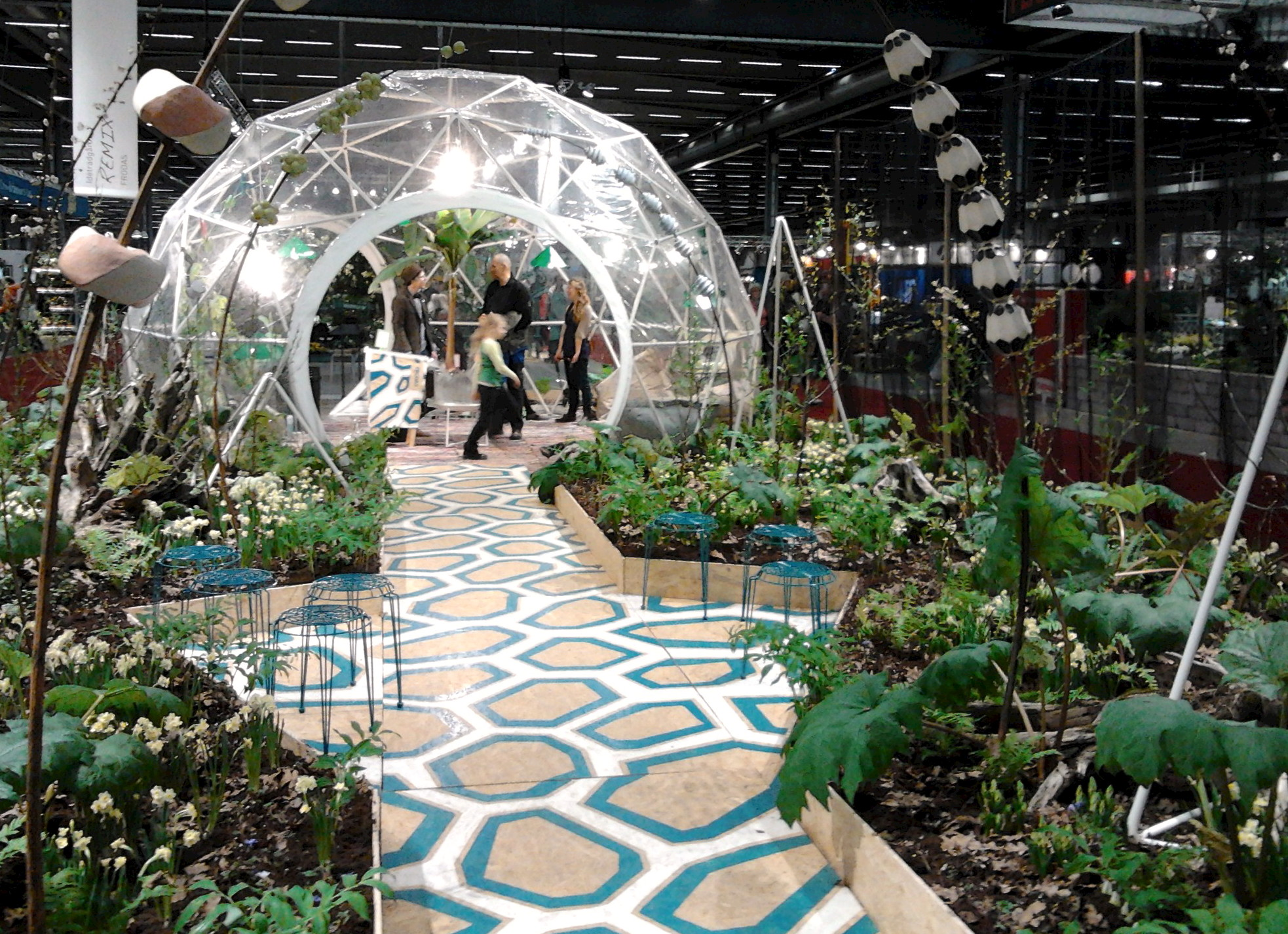
Nordiska Trädgårdar 2014.

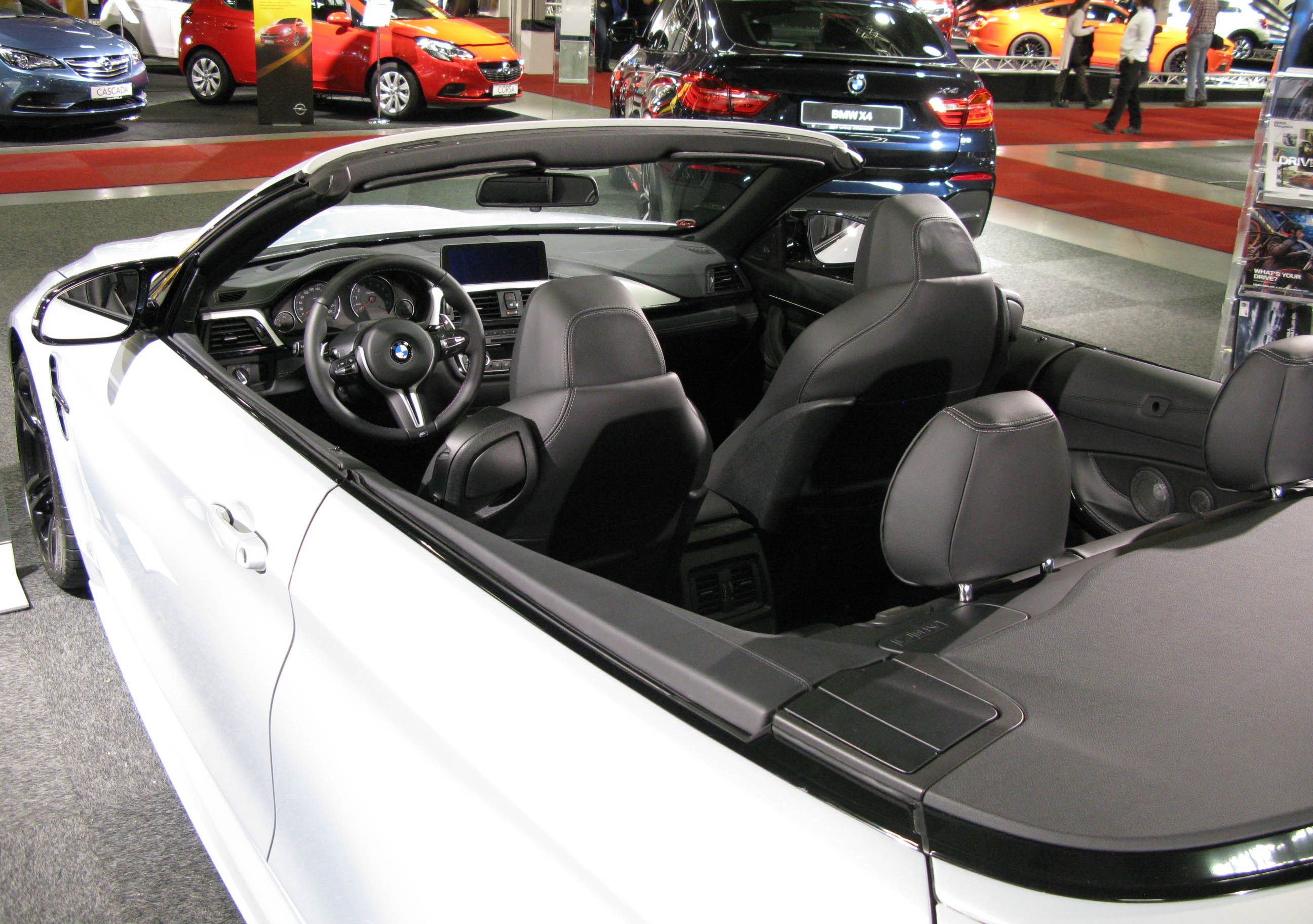
Stockholm Motorshow, 2015.
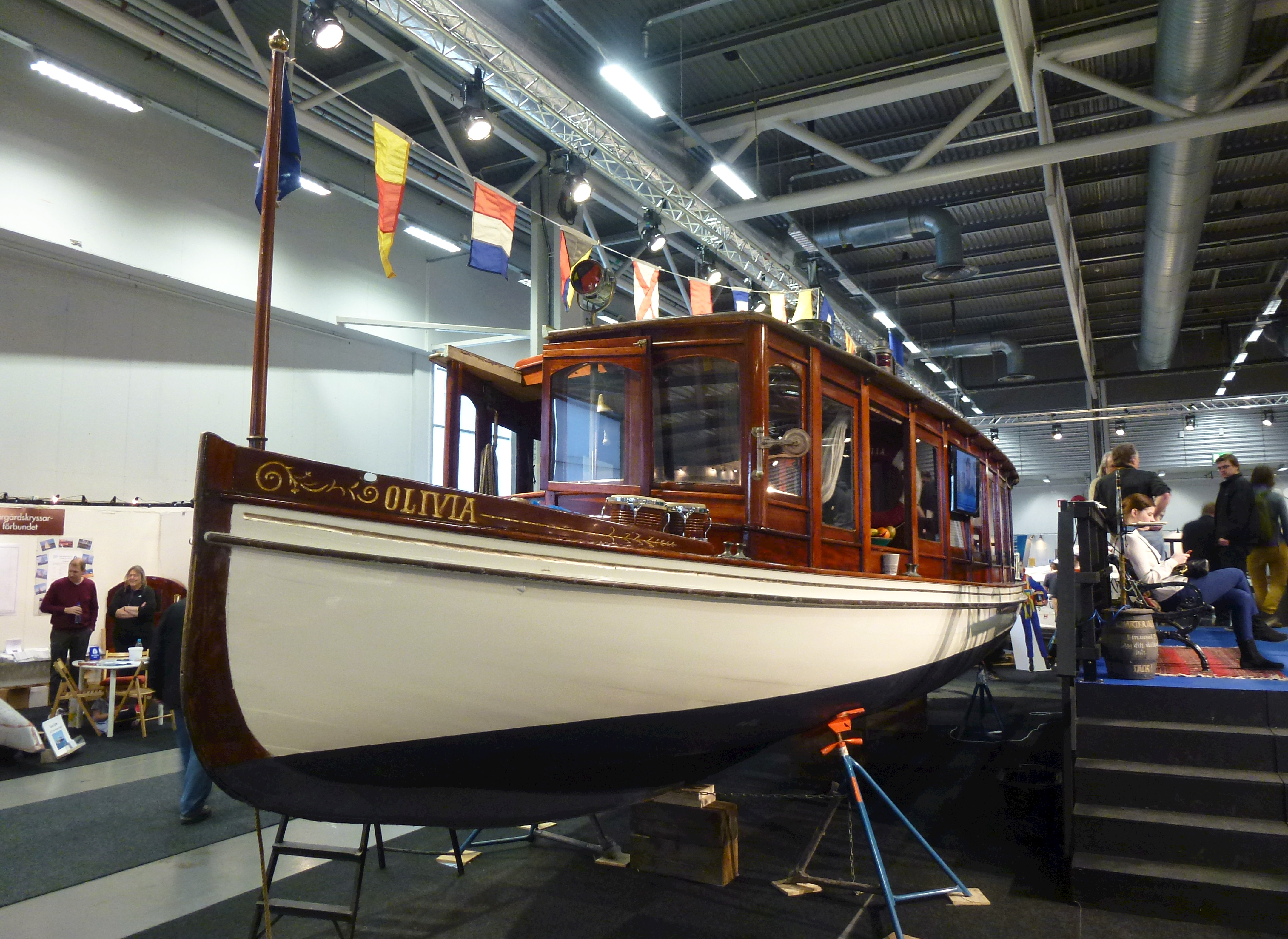
Allt för sjön 2015.
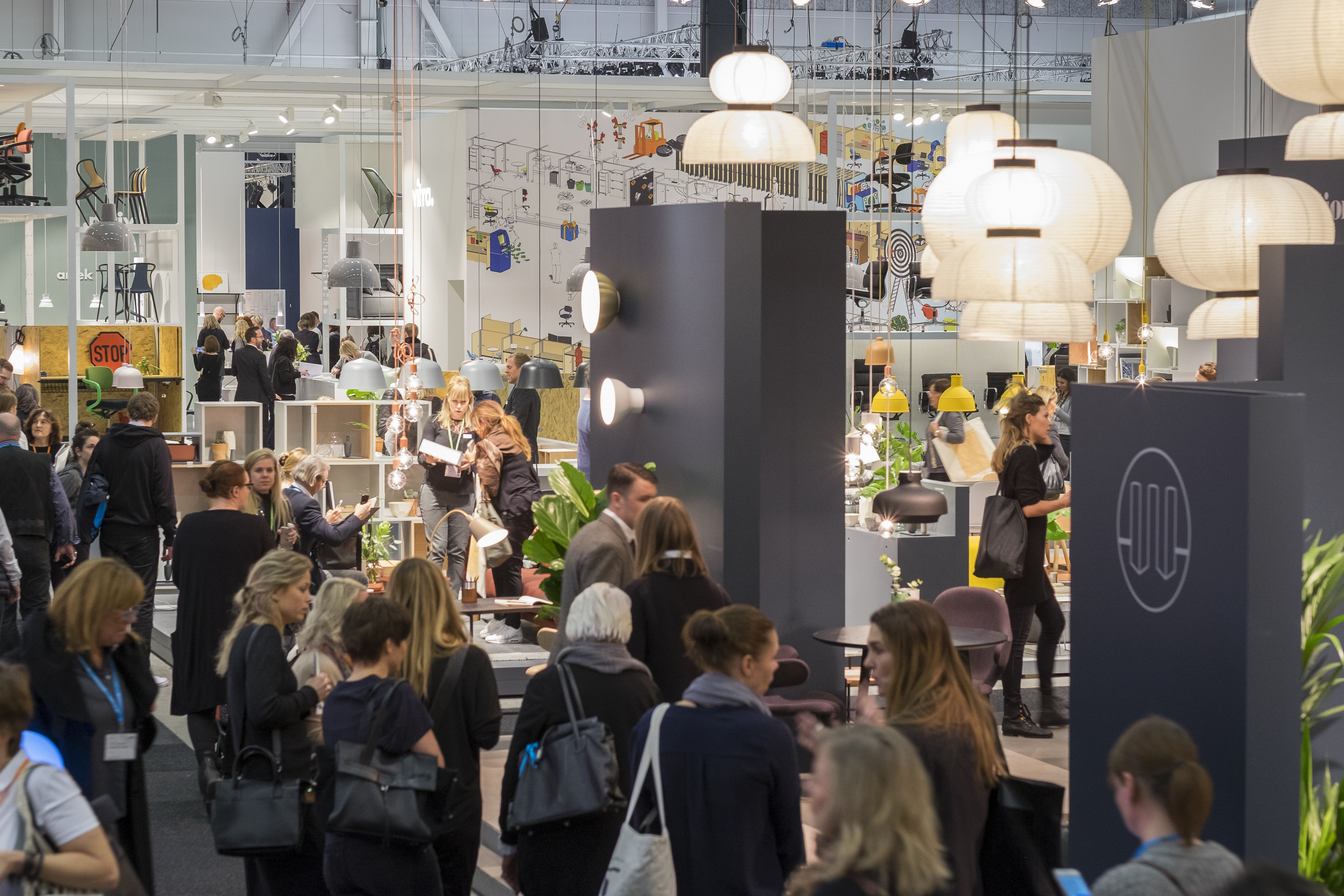
Stockholm Furniture & Light Fair 2016.
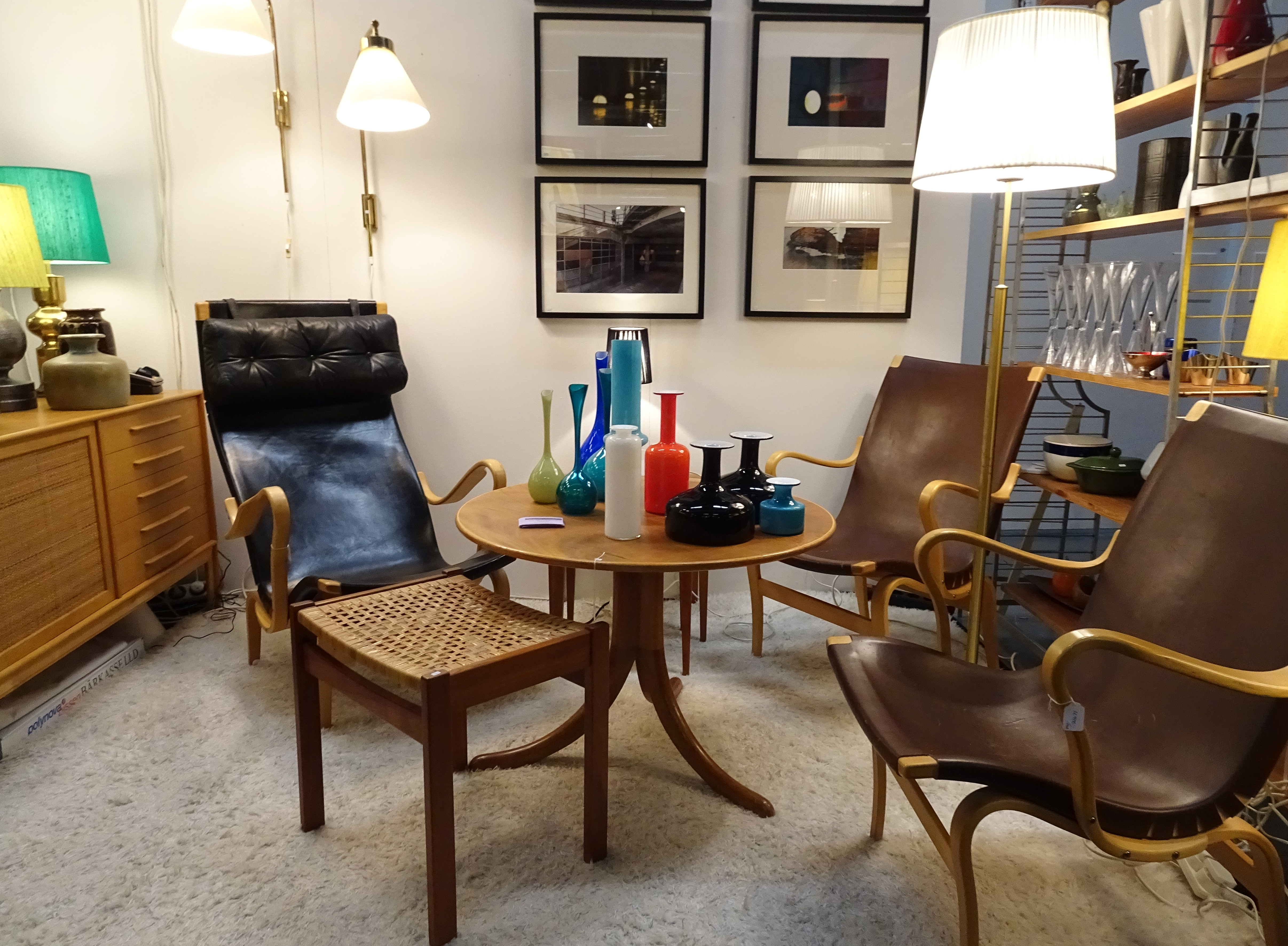
Antikmässan 2017.
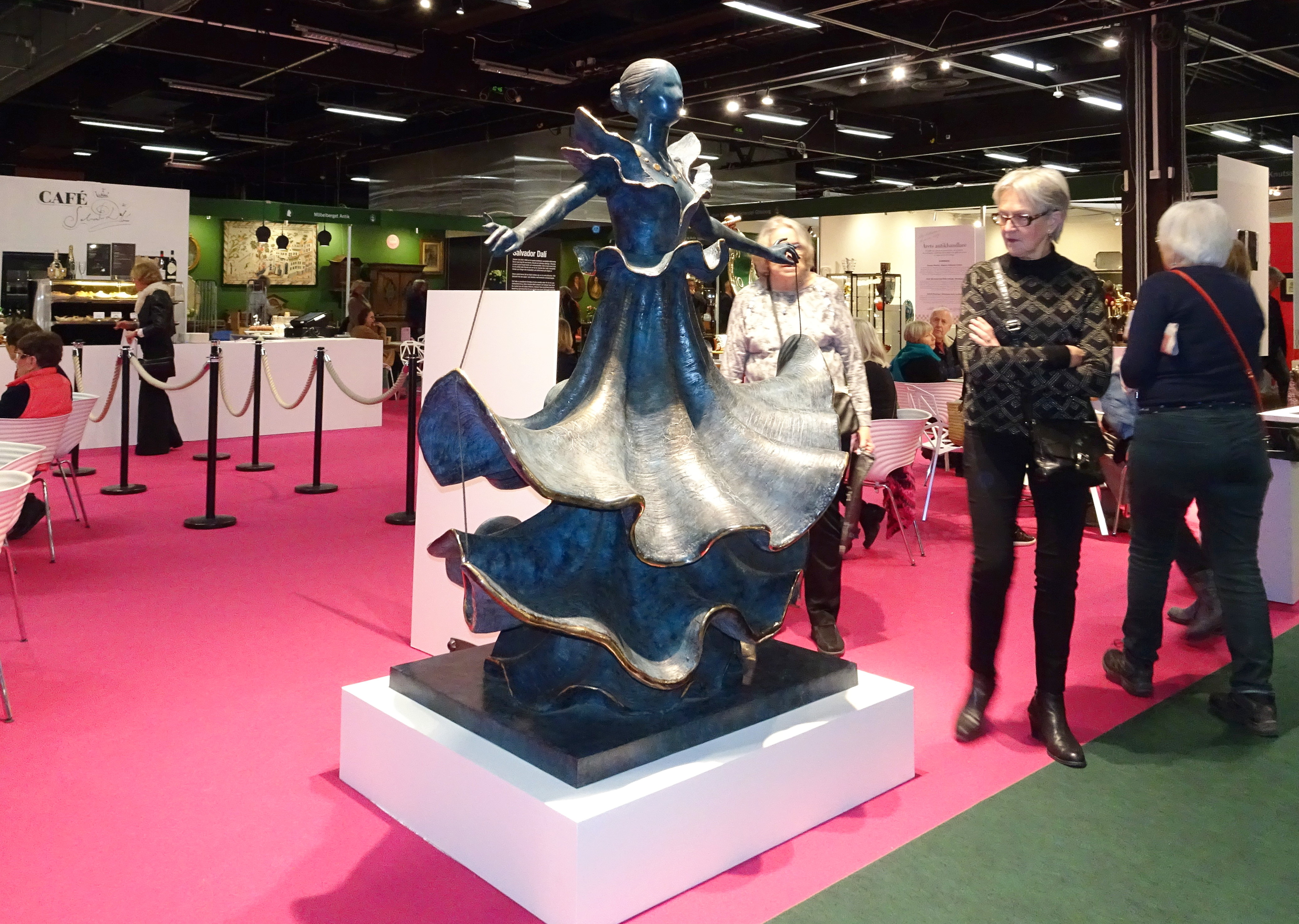
Antikmässan 2019.

## Konstnärlig utsmyckning
Utanför mässområdet finns två betongelement med Siri Derkerts Ristningar i betong som även kan ses på Östermalmstorgs tunnelbanestation.
Gran Tour är en platsspecifik skulpturgrupp för Stockholmsmässan av konstnärsduon Peter Johansson/Barbro Westling. Konstverket är framtaget i samarbete med Stockholm konst och Stockholmsmässan.

## Provisoriskt sjukhus

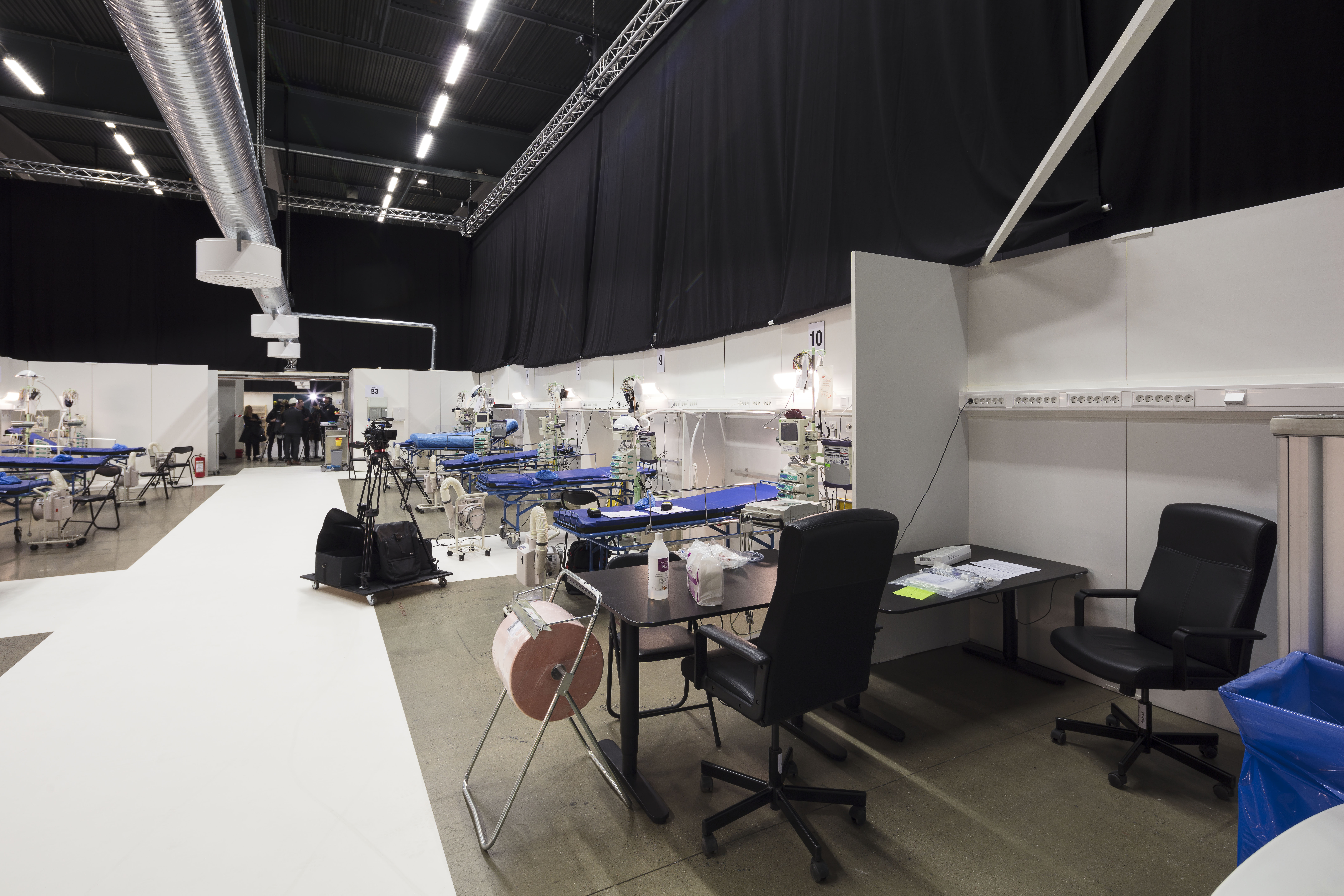
Fältsjukhuset, interiör, mars 2020.

Den 22 mars 2020 tog Region Stockholm tillsammans med Försvarsmakten beslut att bygga ett komplett sjukhus i delar av Stockholmsmässans lokaler för att kunna möta ett förvärrat läge beträffande Coronavirusutbrottet i Sverige. Utrustningen bestod av ett fältsjukhus som tillhör försvaret och det var även försvaret som byggde upp anläggningen vilken bemannades med civil vårdpersonal.
Den 30 mars 2020 stod fältsjukhuset färdigt och hade i ett första steg 140 fysiska vårdplatser, inklusive intensivvårdsplatser. Totalt planerades sjukhuset ha cirka 600 akutvårdsplatser. De flesta vårdplatserna var avsedda för patienter med covid-19. Sjukhuset kom aldrig att användas under våren och Region Stockholm gav den 4 juni beskedet att det provisoriska sjukhuset, då namngivet som Älvsjö sjukhus, skulle avvecklas.